# Janville (Calvados)
Pour les articles homonymes, voir Janville.
Janville est une commune française située dans le département du Calvados en région Normandie, peuplée de 385 habitants.

## Géographie

### Localisation
La commune est aux confins de la plaine de Caen et du pays d'Auge. Son petit bourg (le hameau l'Église) est à 3 km au sud-est de Troarn, à 5 km au nord d'Argences et à 18 km à l'est de Caen.
| Troarn     | Troarn, Saint-Pierre-du-Jonquet | Saint-Pierre-du-Jonquet |
| Saint-Pair | Janville                        | Saint-Pierre-du-Jonquet |
| Vimont     | Argences                        | Saint-Pierre-du-Jonquet |

### Hydrographie
La commune est située dans le bassin Seine-Normandie. Elle est drainée par la Muance, un bras de la Muance, la Vieille Muance, le canal Oursin, la Vieille Rivière, le Cours, un bras de la Muance, un bras du canal Oursin, le fossé 01 du Quartier Koenig et le fossé 01 de la Rue Haute,,.
La Muance, d'une longueur de 19 km, prend sa source dans la commune de Saint-Sylvain et se jette  dans la Dives à Troarn, après avoir traversé sept communes. 
Le canal Oursin, un canal, chenal et un cours d'eau naturel non navigable d'une longueur de 17 km, prend sa source dans la commune d'Émiéville et se jette  dans le Grand Canal à Brucourt, après avoir traversé sept communes. 

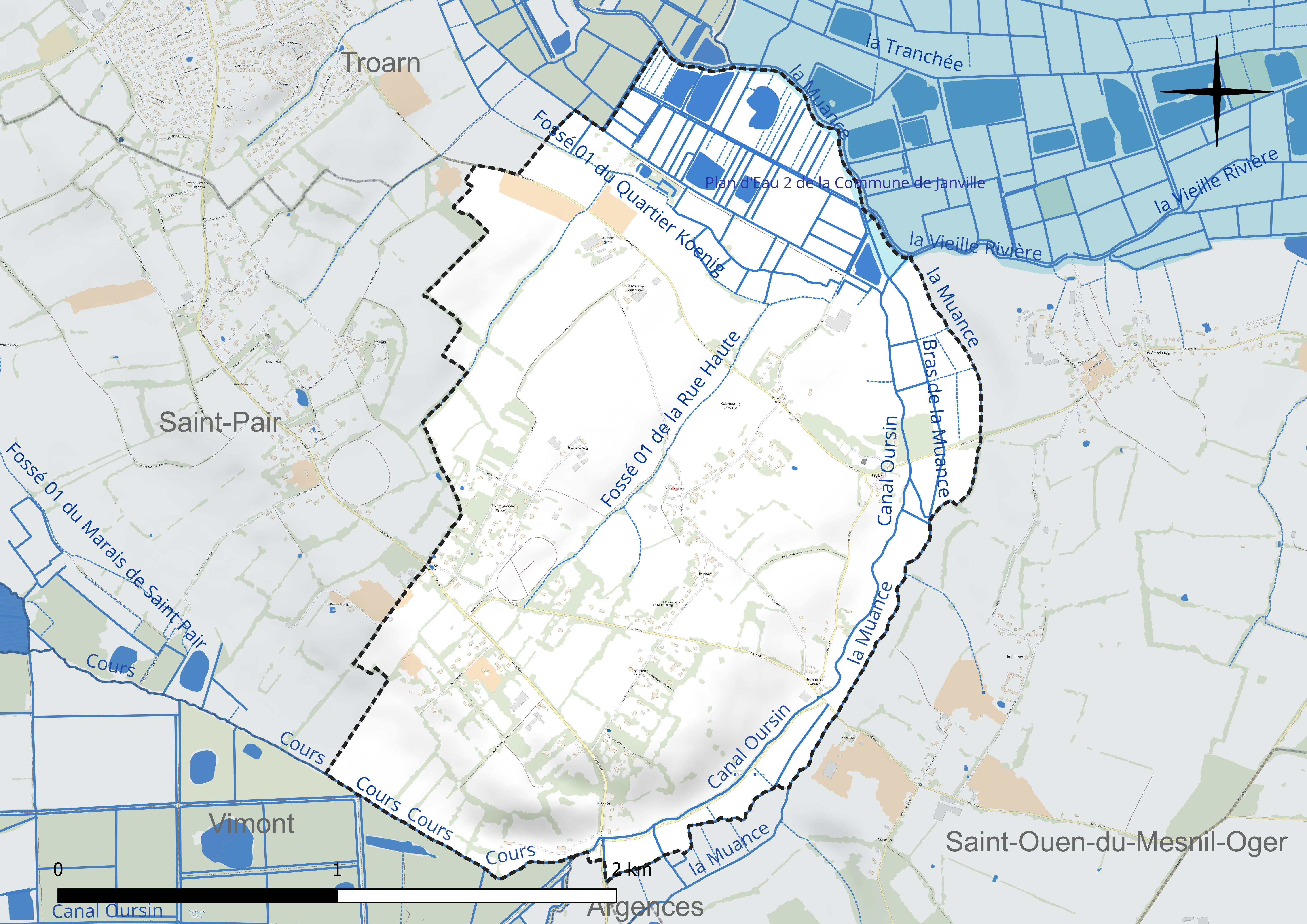
Réseau hydrographique de Janville.

Trois plans d'eau complètent le réseau hydrographique : le plan d'eau 1 de la commune de Janville (1,3 ha), le plan d'eau 2 de la commune de Janville (1,2 ha) et les étangs de Janville (0,2 ha),.

### Climat
Pour des articles plus généraux, voir Climat de la Normandie et Climat du Calvados.
En 2010, le climat de la commune est de type climat océanique altéré, selon une étude du CNRS s'appuyant sur une série de données couvrant la période 1971-2000. En 2020, Météo-France publie une typologie des climats de la France métropolitaine dans laquelle la commune est exposée à un climat océanique et est dans la région climatique Normandie (Cotentin, Orne), caractérisée par une pluviométrie relativement élevée (850 mm/a) et un été frais (15,5 °C) et venté. Parallèlement le GIEC normand, un groupe régional d'experts sur le climat, différencie quant à lui, dans une étude de 2020, trois grands types de climats pour la région Normandie, nuancés à une échelle plus fine par les facteurs géographiques locaux. La commune est, selon ce zonage, exposée à un « climat des plateaux abrités », correspondant à la plaine agricole de Caen à Falaise, sous le vent des collines de Normandie et proche de la mer, se caractérisant par une pluviométrie et des contraintes thermiques modérées.
Pour la période 1971-2000, la température annuelle moyenne est de 10,9 °C, avec une amplitude thermique annuelle de 12,1 °C. Le cumul annuel moyen de précipitations est de 667 mm, avec 11,4 jours de précipitations en janvier et 7,3 jours en juillet. Pour la période 1991-2020, la température moyenne annuelle observée sur la station météorologique la plus proche, située sur la commune d'Argences à 4 km à vol d'oiseau, est de 11,6 °C et le cumul annuel moyen de précipitations est de 742,9 mm,. Pour l'avenir, les paramètres climatiques de la commune estimés pour 2050 selon différents scénarios d'émission de gaz à effet de serre sont consultables sur un site dédié publié par Météo-France en novembre 2022.

## Urbanisme

### Typologie
Au 1er janvier 2024, Janville est catégorisée commune rurale à habitat dispersé, selon la nouvelle grille communale de densité à 7 niveaux définie par l'Insee en 2022.
Elle est située hors unité urbaine. Par ailleurs la commune fait partie de l'aire d'attraction de Caen, dont elle est une commune de la couronne,. Cette aire, qui regroupe 296 communes, est catégorisée dans les aires de 200 000 à moins de 700 000 habitants,.

### Occupation des sols
L'occupation des sols de la commune, telle qu'elle ressort de la base de données européenne d'occupation biophysique des sols Corine Land Cover (CLC), est marquée par l'importance des territoires agricoles (99,2 % en 2018), en augmentation par rapport à 1990 (89,2 %). La répartition détaillée en 2018 est la suivante : 
prairies (66,1 %), terres arables (22,9 %), zones agricoles hétérogènes (10,2 %), forêts (0,4 %), zones humides intérieures (0,3 %). L'évolution de l'occupation des sols de la commune et de ses infrastructures peut être observée sur les différentes représentations cartographiques du territoire : la carte de Cassini (XVIIIe siècle), la carte d'état-major (1820-1866) et les cartes ou photos aériennes de l'IGN pour la période actuelle (1950 à aujourd'hui).

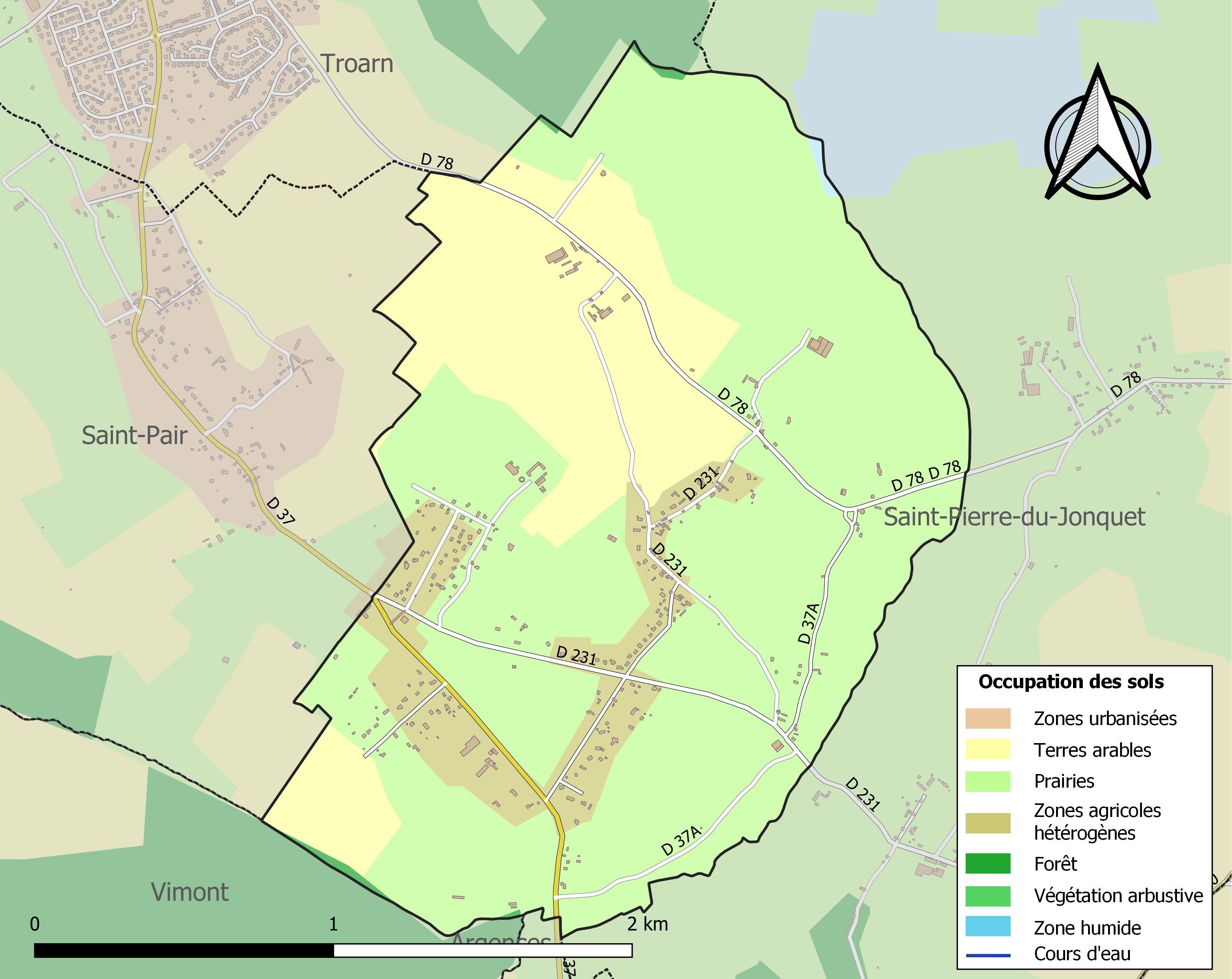
Carte des infrastructures et de l'occupation des sols de la commune en 2018 (CLC).

## Toponymie
Le nom de la localité est attesté sous la forme Johannis villa en 1129. Le toponyme est construit à partir de l'anthroponyme Johannes et de villa, « domaine rural ».
Le gentilé est Janvillais.

## Politique et administration
| Période                                  | Période   | Identité       | Étiquette | Qualité      |
| ---------------------------------------- | --------- | -------------- | --------- | ------------ |
| juin 1995                                | mars 2019 | Joël Romain    | SE        | Automaticien |
| mai 2019                                 | En cours  | Henri Lehugeur | SE        | Retraité     |
| Les données manquantes sont à compléter. |           |                |           |              |

Le conseil municipal de Janville est composé de dix membres dont le maire et deux adjoints. Les deux adjoints sont Siegfried Glessmer et Audrey Durel.

## Démographie
L'évolution du nombre d'habitants est connue à travers les recensements de la population effectués dans la commune depuis 1793. Pour les communes de moins de 10 000 habitants, une enquête de recensement portant sur toute la population est réalisée tous les cinq ans, les populations de référence des années intermédiaires étant quant à elles estimées par interpolation ou extrapolation. Pour la commune, le premier recensement exhaustif entrant dans le cadre du nouveau dispositif a été réalisé en 2008.
En 2022, la commune comptait 385 habitants, en évolution de +6,06 % par rapport à 2016 (Calvados : +1,58 %, France hors Mayotte : +2,11 %).
Janville a compté jusqu'à 415 habitants en 1990.
| 1793 | 1800 | 1806 | 1821 | 1831 | 1841 | 1846 | 1851 | 1856 |
| ---- | ---- | ---- | ---- | ---- | ---- | ---- | ---- | ---- |
| 240  | 235  | 282  | 291  | 319  | 285  | 274  | 285  | 269  |

| 1861 | 1866 | 1872 | 1876 | 1881 | 1886 | 1891 | 1896 | 1901 |
| ---- | ---- | ---- | ---- | ---- | ---- | ---- | ---- | ---- |
| 262  | 251  | 214  | 220  | 229  | 221  | 222  | 208  | 210  |

| 1906 | 1911 | 1921 | 1926 | 1931 | 1936 | 1946 | 1954 | 1962 |
| ---- | ---- | ---- | ---- | ---- | ---- | ---- | ---- | ---- |
| 190  | 156  | 127  | 124  | 105  | 127  | 135  | 127  | 128  |

| 1968 | 1975 | 1982 | 1990 | 1999 | 2006 | 2008 | 2013 | 2018 |
| ---- | ---- | ---- | ---- | ---- | ---- | ---- | ---- | ---- |
| 126  | 166  | 340  | 415  | 406  | 380  | 372  | 366  | 372  |

| 2022 | - | - | - | - | - | - | - | - |
| ---- | - | - | - | - | - | - | - | - |
| 385  | - | - | - | - | - | - | - | - |

## Culture locale et patrimoine

### Lieux et monuments

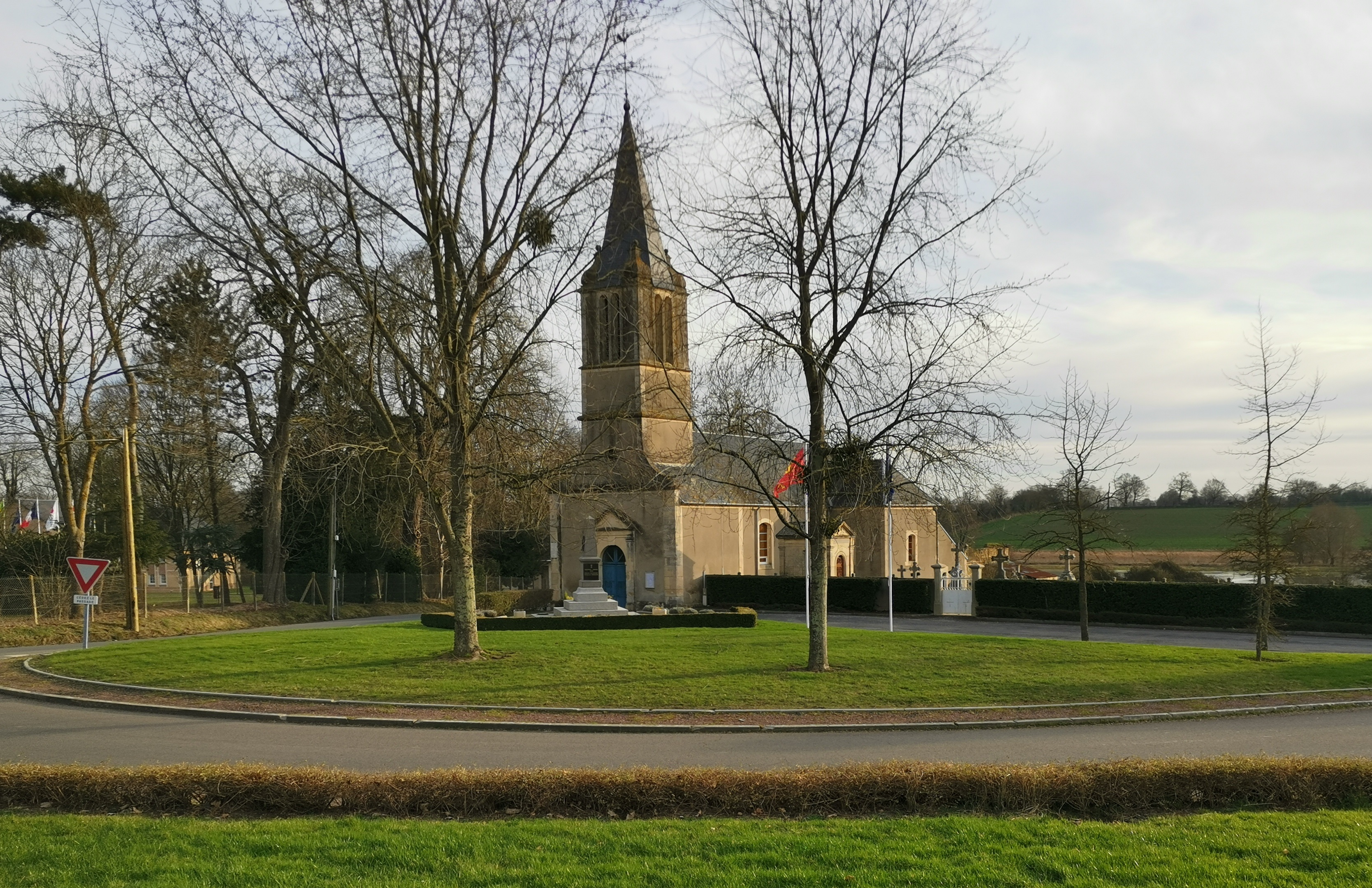
L'église Notre-Dame.

- Église de la Nativité-de-Notre-Dame de Janville (XVIIIe siècle).
- Château de Janville (XIXe siècle).

### Gastronomie
- La teurgoule de Janville : spécialité de gâteau de riz.

### Personnalités liées à la commune
- Désiré Desloges (1828 à Janville-1899), homme politique.